# 楓號誌站
楓號誌站（日语：／ Kaede shingōjō */?）位於北海道夕張市楓，是北海道旅客鐵道（JR北海道）石勝線上的號誌站。本站原本是個一般的客運車站，但因為利用旅客人數太低，而降格成為號誌站。

## 車站構造
擁有2線的號誌站。由於之前是以旅客車站營運，目前還有月台的遺跡。路線的配置呈「Y」字型，可供特急列車以120公里/小時的車速通過。以前的3號線目前作為路線保線車輛停放的場所。

## 历史
在過去紅葉山（今新夕張） - 楓 - 登川之間的路段被稱為登川支線，石勝線開通後此段路線被廢除並改用新線，因此另在新線上設立本站以取代原本的楓（第二代）與登川兩站。末期由於搭乘旅客數銳減，停靠楓站的列車僅剩每日早上一班（週日不行駛），最後在2004年（平成16年）3月12日停止客運業務，降為號誌站。
- 1981年（昭和56年）10月1日 - 石勝線開始營業同時設立。實際位置大致位於舊楓站與舊登川站的中間。
- 1987年（昭和62年）4月1日 - 國鐵分割民營化後成為JR北海道轄下的車站。
- 2004年（平成16年）3月13日 - 廢止客運業務，降為號誌站。
- 2004年（平成16年）10月 - 拆除站房。

## 車站周邊
- 國道274號
- 登川郵局
- 夕張鐵道（日语：夕張鉄道）（夕鐵巴士）「楓站前」巴士站（位於候車室附近）、「登川」巴士站

## 相鄰車站
北海道旅客鐵道（JR北海道）
■石勝線
新夕張（K20）－（楓信號場）－（長和信號場）－（東長和信號場）－（清風山信號場）－（鬼峠信號場）－占冠（K21）